# François Joly
Pour les articles homonymes, voir François Joly (écrivain) et Joly.
François Joly, né le 9 octobre 1872 à Plélan-le-Grand et mort le 8 mai 1944 à Bruz, est un homme politique français et docteur en médecine. Il est maire de Bruz de 1919 à 1944.

## Biographie
Il est élu député dans la 2e circonscription de Rennes au deuxième tour le dimanche 3 mai 1936. Il bat Eugène Quessot (SFIO) de 10851 voix contre 7730. M. Thébault s’est désisté après le premier tour. Il fait alors partie des quinze députés élus en Bretagne signataires d'un « programme du Front Breton », qui vise alors à créer un groupe parlementaire breton à l'Assemblée nationale, et à défendre des lois en faveur de la régionalisation des institutions ou en faveur de l'enseignement de la langue bretonne.
Il meurt avec toute sa famille et la plupart de ses concitoyens lors du bombardement de Bruz de la nuit du 7 au 8 mai 1944.
La place principale de la commune de Bruz porte son nom.

## Détail des fonctions et des mandats
Mandat parlementaire
- 3 mai 1936 - 31 mai 1942 : député de la deuxième circonscription de Rennes

Mandat local
- décembre 1919 - 8 mai 1944 : maire de Bruz

## Sources